# Mount Maslen
Mount Maslen är ett berg i Antarktis. Det ligger i Östantarktis. Australien gör anspråk på området. Toppen på Mount Maslen är 1 200 meter över havet.
Terrängen runt Mount Maslen är platt österut, men västerut är den kuperad. Trakten är obefolkad. Det finns inga samhällen i närheten. 